# Exasticolus
Exasticolus är ett släkte av steklar. Exasticolus ingår i familjen bracksteklar.
Kladogram enligt Catalogue of Life:
| Exasticolus | \| \| Exasticolus fuscicornis \| \| \| \| \| \| Exasticolus nigriceps \| \| \| \| \| \| Exasticolus thirionae \| \| \| \| \| \| Exasticolus tuberculatus \| \| \| \| |
|             | \| \| Exasticolus fuscicornis \| \| \| \| \| \| Exasticolus nigriceps \| \| \| \| \| \| Exasticolus thirionae \| \| \| \| \| \| Exasticolus tuberculatus \| \| \| \| |
|             | Exasticolus fuscicornis |
|             | |
|             | Exasticolus nigriceps |
|             | |
|             | Exasticolus thirionae |
|             | |
|             | Exasticolus tuberculatus |
|             | |